# Vertavillo
Vertavillo település Spanyolországban, Palencia tartományban. Vertavillo Castroverde de Cerrato, Torre de Esgueva, Amusquillo, Alba de Cerrato, Cevico de la Torre, Valle de Cerrato, Castrillo de Onielo, Villaconancio és Hérmedes de Cerrato községekkel határos. Lakosainak száma 167 fő (2024).

## Népesség
A település népessége az elmúlt években az alábbi módon változott:
| Lakosok száma | 226  | 216  | 213  | 204  | 215  | 201  | 196  | 179  | 167  | 167  |
|               | 2001 | 2004 | 2007 | 2009 | 2012 | 2014 | 2017 | 2019 | 2022 | 2024 |